# Spheginobaccha duplex
Spheginobaccha duplex är en tvåvingeart som först beskrevs av Walker 1857.  Spheginobaccha duplex ingår i släktet Spheginobaccha och familjen blomflugor. Inga underarter finns listade i Catalogue of Life.